# 伊曼紐爾縣 (喬治亞州)
伊曼紐爾縣（英語：Emanuel County）是美國喬治亞州東部的一個縣。面積1,788平方公里。根據美國2000年人口普查，共有人口21,837人。縣治斯溫斯伯勒（Swainsboro）。
成立於1850年2月13日。縣名紀念第二十三州長的大衛·伊曼紐爾（也是第一位猶太人州長）。